# C. Herschel (kráter)
C. Herschel je malý měsíční impaktní kráter v západní části Mare Imbrium poblíž Sinus Iridum. Jméno získal po německé astronomce Caroline Lucretii Herschel. Kráter má průměr 13,4 km a je hluboký 1,9 km.
Jižním směrem leží rozlohou srovnatelný kráter Heis. Nedaleko kráteru C. Herschel se nachází měsíční hřbet Dorsum Heim.

## Satelitní krátery

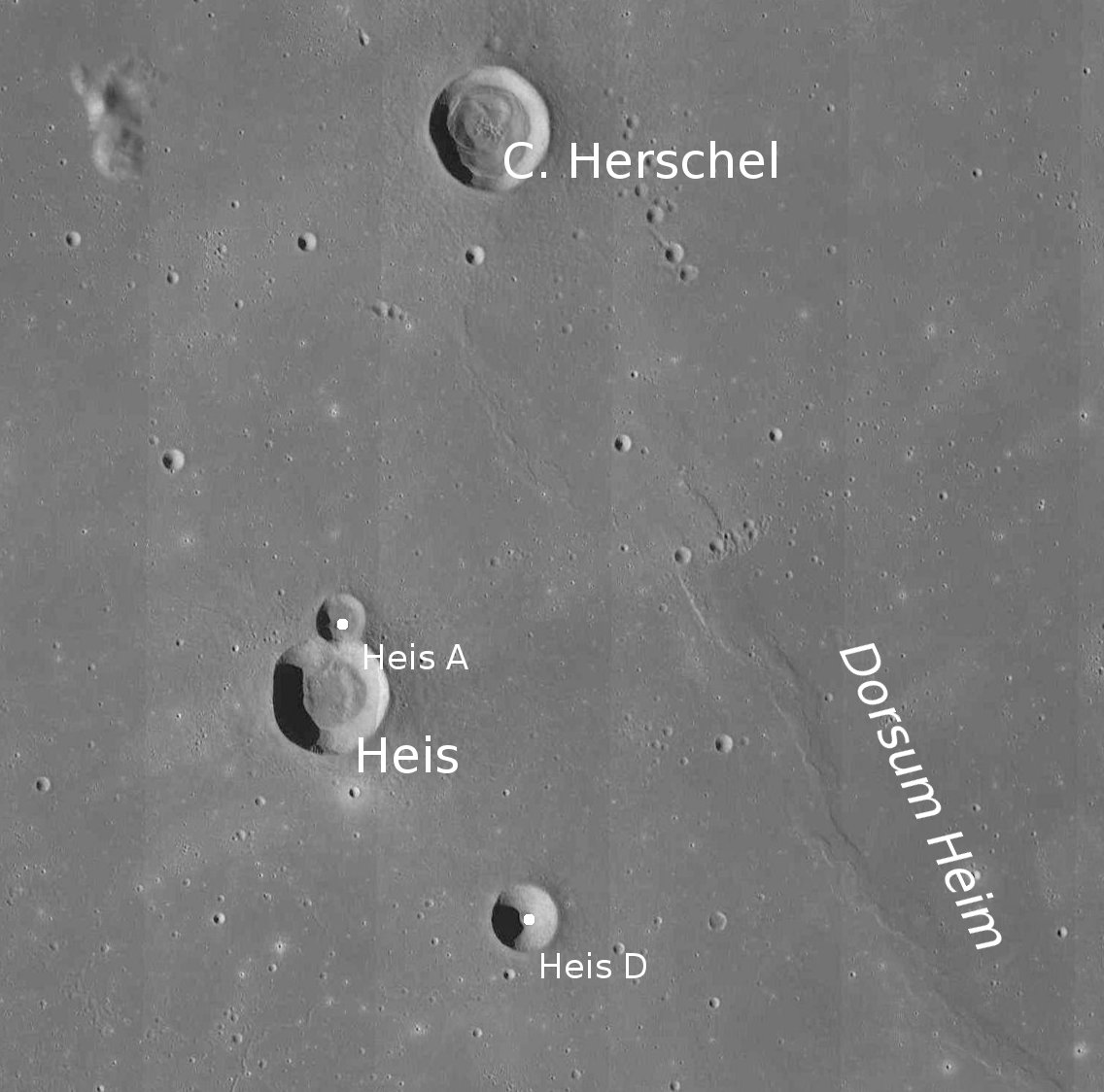
Krátery C. Herschel (nahoře) a Heis, fotografie NASA.

V tabulce jsou krátery, které souvisí s kráterem C. Herschel.
| Herschel | Sel. šířka | Sel. délka | Průměr |
| -------- | ---------- | ---------- | ------ |
| C        | 37,2° S    | 32,5° Z    | 7 km   |
| E        | 34,2° S    | 34,7° Z    | 5 km   |
| U        | 36,2° N    | 31,5° Z    | 3 km   |
| V        | 36,4° S    | 33,5° Z    | 4 km   |